# Grand Prix automobile de Hongrie 2003
GP précédent GP suivant
Le Grand Prix automobile de Hongrie 2003 (Marlboro Magyar Nagydíj 2003), disputé sur le Hungaroring (à 19 km de Budapest) le 24 août 2003, est la 710e épreuve du championnat du monde de Formule 1 courue depuis 1950 et la treizième manche du championnat 2003.

## Classement

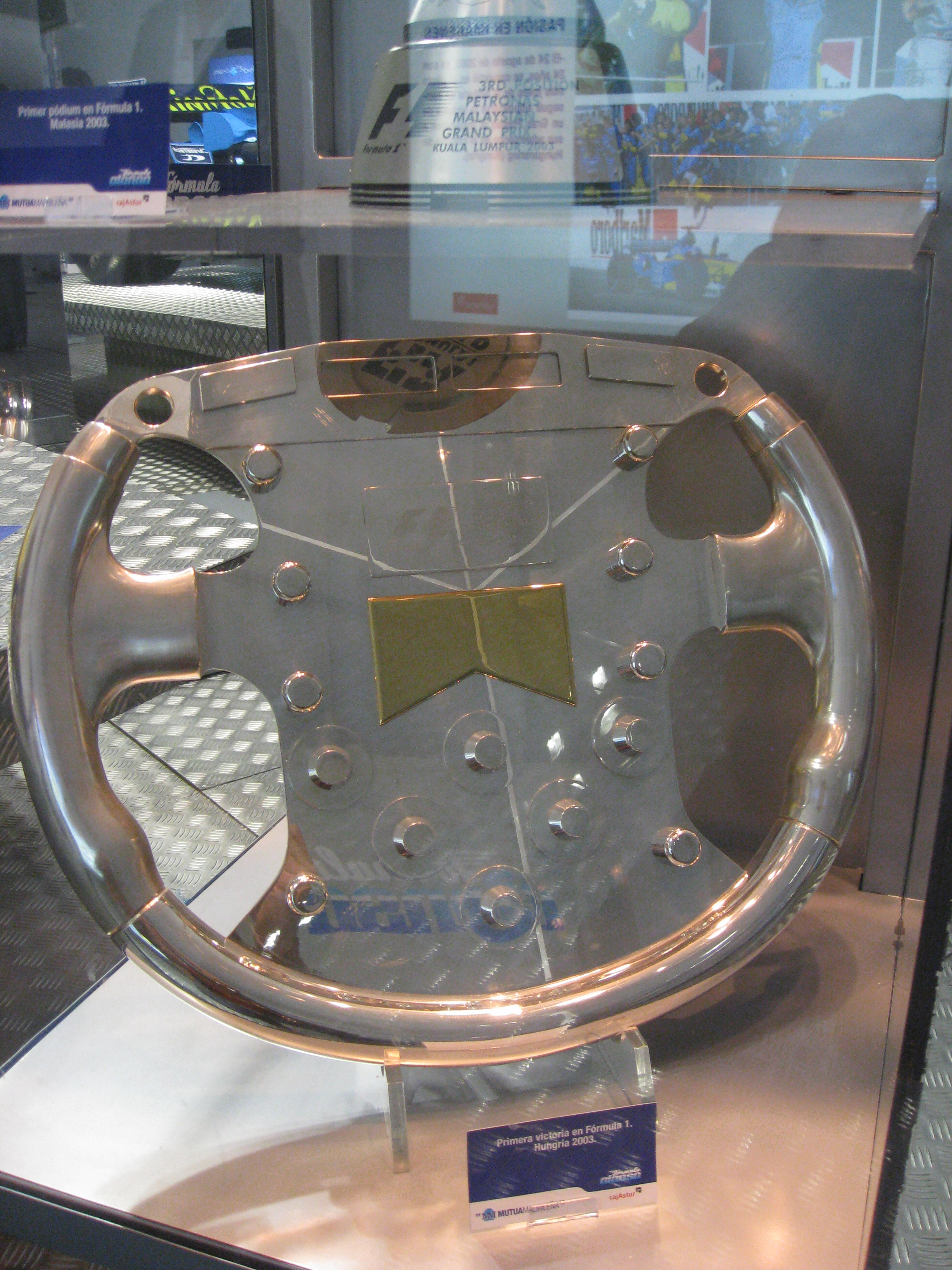
Fernando Alonso remporte son premier trophée de vainqueur de GP en Hongrie.

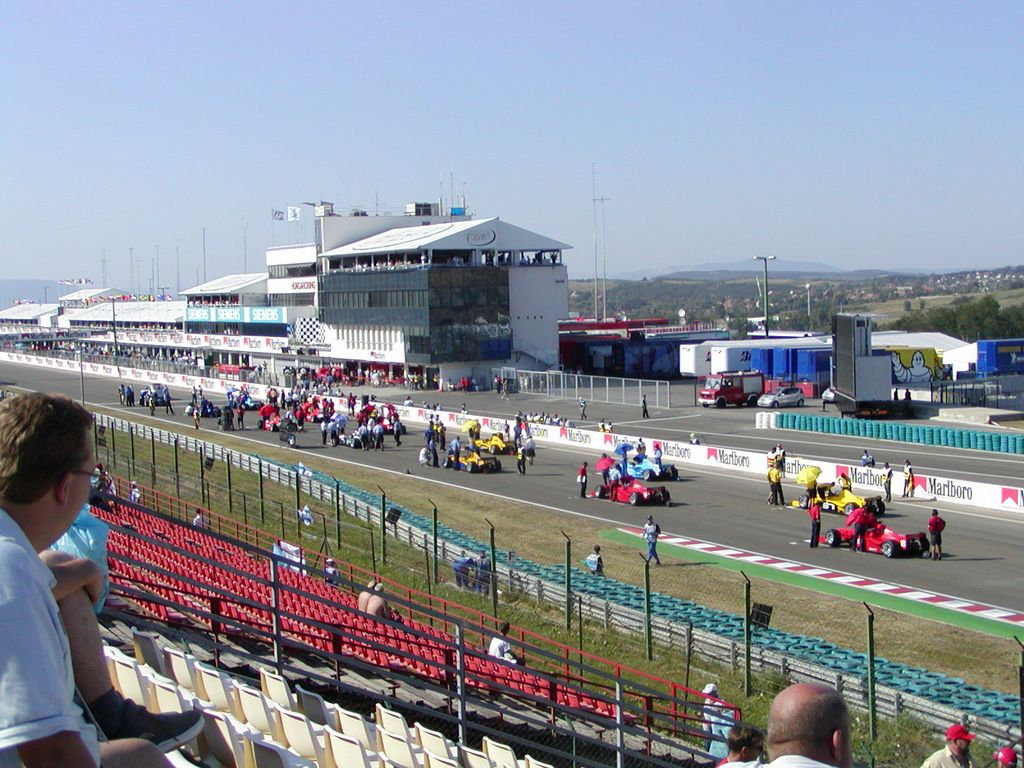
Grille de départ du Grand Prix de Hongrie 2003.

| Pos  | N° | Pilote                | Écurie           | Tours | Temps/Abandon                      | Grille | Points |
| ---- | -- | --------------------- | ---------------- | ----- | ---------------------------------- | ------ | ------ |
| 1    | 8  | Fernando Alonso       | Renault          | 70    | 1 h 39 min 01 s 460 (185,938 km/h) | 1      | 10     |
| 2    | 6  | Kimi Räikkönen        | McLaren-Mercedes | 70    | + 16 s 768                         | 7      | 8      |
| 3    | 3  | Juan Pablo Montoya    | Williams-BMW     | 70    | + 34 s 537                         | 4      | 6      |
| 4    | 4  | Ralf Schumacher       | Williams-BMW     | 70    | + 35 s 620                         | 2      | 5      |
| 5    | 5  | David Coulthard       | McLaren-Mercedes | 70    | + 56 s 535                         | 9      | 4      |
| 6    | 14 | Mark Webber           | Jaguar-Cosworth  | 70    | + 1 min 02 s 643                   | 3      | 3      |
| 7    | 7  | Jarno Trulli          | Renault          | 69    | + 1 tour                           | 6      | 2      |
| 8    | 1  | Michael Schumacher    | Ferrari          | 69    | + 1 tour                           | 8      | 1      |
| 9    | 9  | Nick Heidfeld         | Sauber-Petronas  | 69    | + 1 tour                           | 11     |        |
| 10   | 17 | Jenson Button         | BAR-Honda        | 69    | + 1 tour                           | 14     |        |
| 11   | 21 | Cristiano da Matta    | Toyota           | 68    | + 2 tours                          | 15     |        |
| 12   | 19 | Jos Verstappen        | Minardi-Cosworth | 67    | + 3 tours                          | 18     |        |
| 13   | 18 | Nicolas Kiesa         | Minardi-Cosworth | 66    | + 4 tours                          | 20     |        |
| Abd. | 10 | Heinz-Harald Frentzen | Sauber-Petronas  | 47    | Panne d'essence                    | 17     |        |
| Abd. | 15 | Justin Wilson         | Jaguar-Cosworth  | 42    | Moteur                             | 12     |        |
| Abd. | 12 | Zsolt Baumgartner     | Jordan-Ford      | 34    | Moteur                             | 19     |        |
| Abd. | 20 | Olivier Panis         | Toyota           | 33    | Boîte de vitesses                  | 10     |        |
| Abd. | 11 | Giancarlo Fisichella  | Jordan-Ford      | 28    | Moteur                             | 13     |        |
| Abd. | 2  | Rubens Barrichello    | Ferrari          | 19    | Suspension                         | 5      |        |
| Abd. | 16 | Jacques Villeneuve    | BAR-Honda        | 14    | Panne hydraulique                  | 16     |        |

## Pole position et record du tour
- Pole position : Fernando Alonso en 1 min 21 s 688
- Meilleur tour : Juan Pablo Montoya en 1 min 22 s 095 au 37e tour

## Tours en tête
- Fernando Alonso : 69 (1-13 / 15-70)
- Kimi Räikkönen : 1 (14)

## Statistiques
- 1re victoire pour Fernando Alonso.
- 16e victoire pour Renault en tant que constructeur.
- 96e victoire pour Renault en tant que motoriste.
- 1er Grand Prix pour Zsolt Baumgartner, appelé en remplacement de Ralph Firman, blessé lors des premiers essais.
- Après sa victoire, Fernando Alonso devient le plus jeune pilote à gagner un Grand Prix de Formule 1 à l'âge de 22 ans et 26 jours.